# Roman Nikolajewitsch Serikow
Roman Nikolajewitsch Serikow (russisch Роман Николаевич Сериков; * 13. März 1974 in Woronesch) ist ein ehemaliger russischer Handballspieler.

## Karriere
Der 2,02 m große Kreisläufer spielte seine gesamt Laufbahn über beim russischen Verein Sarja Kaspija Astrachan, der in dieser Zeit auch als „Dinamo“ und „Lukoil-Dinamo“ antrat. Mit Astrachan nahm er mehrfach am EHF-Pokal teil, wobei die Mannschaft 2002/03 erst in den Finalspielen am FC Barcelona scheiterte. Im Euro-City-Cup erreichte man 1996/97 und 1997/98 das Achtelfinale, im Europapokal der Pokalsieger 1999/2000 das Sechzehntelfinale. Zum Abschluss seiner Karriere gewann er 2008 mit Astrachan den russischen Pokal.
Mit der russischen Nationalmannschaft nahm Serikow an der Europameisterschaft 1998 teil. Dort bestritt er alle sieben Spiele, blieb aber ohne Torerfolg. Die russische Mannschaft scheiterte im Spiel um Bronze mit 28:30 nach Verlängerung an Deutschland. Insgesamt bestritt er mindestens 30 Länderspiele, in denen er ein Tor erzielte.